# Muerte de Vicha Ratanapakdee
Vicha Ratanapakdee (en tailandés: วิชา รัตน ภักดี, RTGS: Wicha Rattanaphakdi; 1936-28 de enero de 2021) fue un tailandés-estadounidense que murió después de ser empujado con fuerza al suelo en un ataque diurno en San Francisco, California, Estados Unidos.

## Agresión
Ratanapakdee caminaba por el barrio de Anza Vista de San Francisco la mañana del 28 de enero cuando un hombre afroestadounidense cruzó la calle y lo tiró violentamente al suelo. Ratanapakdee se golpeó la cabeza en la caída y murió poco después de llegar al hospital. La agresión fue capturada por una cámara de circuito cerrado de televisión al otro lado de la calle.

## Sospechosos
Dos días después de la agresión, Antoine Watson, un joven de 19 años de Daly City, California, fue arrestado y acusado de agresión con arma mortal, abuso de ancianos y homicidio. Watson se declaró inocente.
Malaysia Goo, una mujer de 20 años de Daly City, también fue arrestada como cómplice después del hecho.

## Vida personal
Ratanapakdee nació en Tailandia (entonces conocida como Siam) en 1936, antes de emigrar a los Estados Unidos.

## Respuestas
La familia de Ratanapakdee ha expresado la creencia de que la muerte fue motivada por el racismo. La muerte de Ratanapakdee tuvo lugar en el contexto de lo que algunos describen como una ola más amplia de ataques por motivos raciales contra estadounidenses de origen asiático en el Área de la Bahía de San Francisco y otras partes de los Estados Unidos. Algunos autores han mencionado tensiones entre afroestadounidenses y asiáticoestadounidenses como resultado de este caso y de varios otros.
El Ministerio de Relaciones Exteriores de Tailandia emitió una advertencia a todos los tailandeses que viven en los Estados Unidos para que estén alertas contra los delitos de odio por motivos raciales.
El fiscal de distrito de San Francisco, Chesa Boudin, calificó el crimen de «atroz», pero pensó, según la evidencia, que el ataque no tenía motivaciones raciales, afirmando que «el acusado estaba en una especie de rabieta». La familia de Ratanapakdee expresó su indignación por la caracterización del ataque como una «rabieta», y consideró que los comentarios eran desalentadores e inapropiados para la gravedad del crimen. Posteriormente, Boudin aclaró sus comentarios, señalando que se refería a la conducta del perpetrador antes del crimen. Según la familia, Boudin había planeado participar en una vigilia por Ratanapakdee, pero no se presentó después de que la familia le dijo que no estaban interesados en tomar fotos o videos con él.